# 新庄市民文化会館
新庄市民文化会館（しんじょうしみんぶんかかいかん）は、山形県新庄市にある多目的ホールである。

## 一般使用時間
- 9:00 - 17:00[注 2]

## 休館日
- 火曜日
- 年末年始（12月29日 - 1月3日）

## アクセス
- JR新庄駅から徒歩17分。

無料駐車場あり。

## 周辺
- 最上公園
- 新庄ふるさと歴史センター
- 新庄市立新庄中学校

## その他
- 大ホールには新庄まつりを描いた緞帳が使用されている。